# Game for a Laugh
Game for a Laugh was een Brits amusementsprogramma waarvan 56 gewone afleveringen en vier specials zijn gemaakt. Het programma werd tussen 26 september 1981 en 23 november 1985 werd uitgezonden. Het werd gemaakt door LWT voor het ITV-netwerk.

## Beschrijving
De show draaide om diverse practical jokes, zowel in spelvorm die in de studio werden gespeeld als in uitgebreide scènes met nietsvermoedende toeschouwers, zowel in de studio als op locatie. Studiogames omvatten de Dunk Tank (het slachtoffer werd in een watertank neergelaten) en Pie Chair (een vrijwilliger werd gepied wanneer hij een vraag verkeerd beantwoordde). Andere games speelden zich af tussen koppels uit het publiek en bereikten hun hoogtepunt met de vrouw die een custardtaart naar haar man of vriend gooide, ondeugend giechelde om haar knutselwerk en mocht ontsnappen zonder ook maar een woord van wraak. Elk segment eindigde met het slachtoffer dat door een presentator op de hoogte werd gebracht van de grap, die vervolgens aankondigde dat de persoon "in voor een grap" was gebleken.